# マンテイ・ハリソン
- モンテ・ハリソン

マンテイ・フィッツジェラルド・ハリソン（Monte Fitzgerald Harrison, 英語発音: /ˈmɑnˌteɪ fɪt͡sˈd͡ʒɛrəld ˈhɛrɪsən/; 1995年8月10日 - ）は、アメリカ合衆国ミズーリ州リーズサミット出身の元プロ野球選手（外野手）。右投右打。現在は、アメリカンフットボール選手としてアーカンソー大学に在学している。
2歳年上の兄はNBA選手のシャキール・ハリソン。

## 経歴
| 年   | チーム | 階級    |
| ---- | ------ | ------- |
| 2014 | MIL    | R       |
| 2015 | MIL    | A, R+   |
| 2016 | MIL    | A, R    |
| 2017 | MIL    | A, A+   |
| 2018 | MIA    | AA      |
| 2019 | MIA    | AAA, A+ |

### プロ入り前
リーズサミット西高等学校時代は野球のほかにもアメリカンフットボールとバスケットボールにも参加していた。2014年にはメジャーの外野手としてドラフト上位候補と評価されていた他、カレッジフットボールのワイドレシーバーとしてもトップリクルートの一人という評価を受けていた。

### プロ入りとブルワーズ傘下時代
2014年のMLBドラフト2巡目（全体50位）でミルウォーキー・ブルワーズから指名された。カレッジフットボール選手としてネブラスカ大学からオファーされていたがこれを断り、6月14日にブルワーズと契約金180万ドルで契約を締結して野球に専念することとなった。同年6月20日にブルワーズ傘下のルーキー級アリゾナリーグ・ブルワーズでプロデビュー。このシーズンは同チームで50試合に出場して打率.261、1本塁打、OPS.741を記録した。
2015年はA級ウィスコンシン・ティンバーラトラーズに昇格して4月の開幕を迎えたが、6月までの46試合で打率.148、2本塁打、OPS.493と低迷した。6月にパイオニアリーグのルーキー級ヘレナ・ブルワーズに降格した。ルーキー級ヘレナでは7月までの28試合で打率.299、3本塁打、OPS.884を記録していたが、7月21日の試合で走塁中に左足首を骨折した。以降のシーズンは全休となった。
2016年はA級ウィスコンシンで開幕を迎えた。6月23日に左手首の骨折により故障者リスト入り。8月11日にルーキー級アリゾナリーグで実戦復帰し、8月17日にA級ウィスコンシンに再昇格した。このシーズンはA級ウィスコンシンで75試合に出場して打率.221、6本塁打、OPS.631を記録した。
2017年もA級ウィスコンシンで開幕を迎えた。6月にA+級カロライナ・マドキャッツに昇格した。このシーズンは2チーム合計で122試合に出場して打率.272、21本塁打、OPS.832を記録した。オフにアリゾナ・フォールリーグのソルトリバー・ラフターズに所属し、13試合に出場した。

### マーリンズ時代
2018年1月25日にクリスチャン・イエリッチとのトレードで、イーサン・ディアス、ルイス・ブリンソン、ジョーダン・ヤマモトと共にマイアミ・マーリンズへ移籍し、ハリソンはマーリンズ傘下に配属された。2018年開幕前に発表されたMLB.comのプロスペクトランキングで、ハリソンはチーム3位の評価を受けた。このシーズンは開幕から終了までAA級ジャクソンビル・ジャンボシュリンプに所属し、136試合に出場して打率.240、19本塁打、OPS.715を記録した。前年同様オフはアリゾナ・フォールリーグのソルトリバー・ラフターズに所属し、19試合に出場した。マーリンズは11月にハリソンを40人枠に追加した。
2019年開幕前に発表されたMLB.comのプロスペクトランキングで、ハリソンはチーム5位かつ全体83位の評価を受けた。開幕はAAA級ニューオーリンズ・ベイビーケークスで迎えた。6月26日の試合で守備中に右手首を負傷し、7月16日に手術を行った。7月に行われるオールスター・フューチャーズゲームに選出されていたが、このケガにより辞退した。8月25日にA+級ジュピター・ハンマーヘッズで実戦復帰、8月28日AAA級ニューオーリンズに再昇格した。このシーズンはAAA級ニューオーリンズで56試合に出場して打率.274、9本塁打、OPS.808を記録した。
2020年8月4日にメジャー初昇格し、同日のボルチモア・オリオールズ戦に「9番・中堅手」で先発出場してメジャーデビュー（この試合は3打数無安打）。この年はメジャーで32試合に出場して打率.170、1本塁打、3打点、6盗塁を記録した。
2021年は9試合の出場にとどまり、2022年3月25日に自由契約となった。

### エンゼルス時代
2022年4月4日にロサンゼルス・エンゼルスとマイナー契約を結んだ。シーズンでは開幕を傘下のAAA級ソルトレイク・ビーズで迎え、6月24日にメジャー契約を結んでアクティブ・ロースター入りした。その後は攻守に渡って精彩を欠き、7月14日にDFAとなり、18日にマイナー契約でAAA級ソルトレイクへ配属された。シーズン終了後の10月12日にFAとなった。

### ブルワーズ傘下復帰
2023年1月30日にブルワーズとマイナー契約を結び、同年のスプリングトレーニングに招待選手として参加することになった（同日中にAAA級ナッシュビル・サウンズに配属）。シーズンではAAA級ナッシュビルでプレーし、88試合に出場して打率.208、5本塁打、23打点、18盗塁を記録した。9月24日に自由契約となった。

### ブルワーズ傘下退団後
2024年からはアメリカンフットボール選手（ポジションはワイドレシーバー）としてアーカンソー大学に入学した。

## 詳細情報

### 年度別打撃成績
| 年 度    | 球 団    | 試 合 | 打 席 | 打 数 | 得 点 | 安 打 | 二 塁 打 | 三 塁 打 | 本 塁 打 | 塁 打 | 打 点 | 盗 塁 | 盗 塁 死 | 犠 打 | 犠 飛 | 四 球 | 敬 遠 | 死 球 | 三 振 | 併 殺 打 | 打 率 | 出 塁 率 | 長 打 率 | O P S |
| -------- | -------- | ----- | ----- | ----- | ----- | ----- | -------- | -------- | -------- | ----- | ----- | ----- | -------- | ----- | ----- | ----- | ----- | ----- | ----- | -------- | ----- | -------- | -------- | ----- |
| 2020     | MIA      | 32    | 51    | 47    | 8     | 8     | 1        | 0        | 1        | 12    | 3     | 6     | 0        | 0     | 0     | 4     | 0     | 0     | 26    | 0        | .170  | .235     | .255     | .491  |
| 2021     | MIA      | 9     | 11    | 10    | 0     | 2     | 1        | 0        | 0        | 3     | 0     | 0     | 1        | 1     | 0     | 0     | 0     | 0     | 3     | 0        | .200  | .200     | .300     | .500  |
| 2022     | LAA      | 9     | 14    | 11    | 5     | 2     | 0        | 0        | 1        | 5     | 3     | 1     | 0        | 0     | 0     | 2     | 0     | 1     | 8     | 1        | .182  | .357     | .455     | .812  |
| MLB：3年 | MLB：3年 | 50    | 76    | 68    | 13    | 12    | 2        | 0        | 2        | 20    | 6     | 7     | 1        | 1     | 0     | 6     | 0     | 1     | 37    | 1        | .176  | .253     | .294     | .547  |

- 2022年度シーズン終了時

### 年度別守備成績
| 年 度 | 球 団 | 中堅（CF） | 中堅（CF） | 中堅（CF） | 中堅（CF） | 中堅（CF） | 中堅（CF） | 右翼（RF） | 右翼（RF） | 右翼（RF） | 右翼（RF） | 右翼（RF） | 右翼（RF） |
| 年 度 | 球 団 | 試 合      | 刺 殺      | 補 殺      | 失 策      | 併 殺      | 守 備 率   | 試 合      | 刺 殺      | 補 殺      | 失 策      | 併 殺      | 守 備 率   |
| ----- | ----- | ---------- | ---------- | ---------- | ---------- | ---------- | ---------- | ---------- | ---------- | ---------- | ---------- | ---------- | ---------- |
| 2020  | MIA   | 16         | 33         | 0          | 0          | 0          | 1.000      | 13         | 9          | 0          | 0          | 0          | 1.000      |
| 2021  | MIA   | 4          | 5          | 1          | 0          | 0          | 1.000      | 3          | 2          | 0          | 0          | 0          | 1.000      |
| MLB   | MLB   | 20         | 38         | 1          | 0          | 0          | 1.000      | 16         | 11         | 0          | 0          | 0          | 1.000      |

- 2021年度シーズン終了時

### 背番号
- 4（2020年）
- 3（2021年）
- 13（2022年）